# Neotinea lactea
Orchis lacté
Espèce
L'Orchis lacté ou Orchis couleur de lait (Neotinea lactea) est une espèce d'orchidée sauvage terrestre européenne appartenant au genre Neotinea et à la famille des Orchidacées.

## Synonymie
- Orchis lactea (Poir.)
- Orchis tridentata subsp. lactea (Poir.) K.Richt.

## Description
L'Orchis lacté est une plante herbacée de 20-25 cm possédant 6 à 8 feuilles allongées d'un vert grisé formant une rosette basillaire. Les fleurs forment un épi très dense. Le labelle  blanc ponctué de petites taches roses plus ou moins foncées est trilobé. les pétales supérieurs effilés sont réunis avec les sépales pour former un casque. La face interne des sépales est marquée de stries vertes. Le labelle est prolongé par un éperon recourbé vers le bas et de même longueur que l'ovaire.

## Période de floraison
La floraison est assez précoce, de fin mars à début mai

## Habitat et écologie
C'est une espèce méditerranéenne que l'on peut rencontrer sur différents substrats : pelouses, prairies, garrigues, talus et broussailles. Elle pousse dans des milieux ensoleillés ou de mi-ombre et peut être difficile à repérer lorsqu'elle pousse parmi des herbes hautes. Elle est souvent associée à l'orchis bouffon.

## Menaces et protection
L'orchis lacté est inscrit sur la liste rouge de l'UICN. C'est une espèce assez rare en France, présente sur le pourtour méditerranéen, en Corse ainsi que dans le midi toulousain où sont répertoriées la majorité de ses stations. Elle est inscrite sur la liste des plantes protégées par arrêté ministériel dans la Région Midi-Pyrénées. Du fait de sa présence à proximité immédiate de la métropole, la principale menace dans cette région est liée à la destruction de ses biotopes du fait de l'urbanisation.

## Pollinisation
Les pollinisateurs sont mal connus. Du fait de la présence d'un éperon, elle attire les insectes en quête de nectar. Une abeille a été observée allant de fleur en fleur avec de nombreuses pollinies sur sa tête.

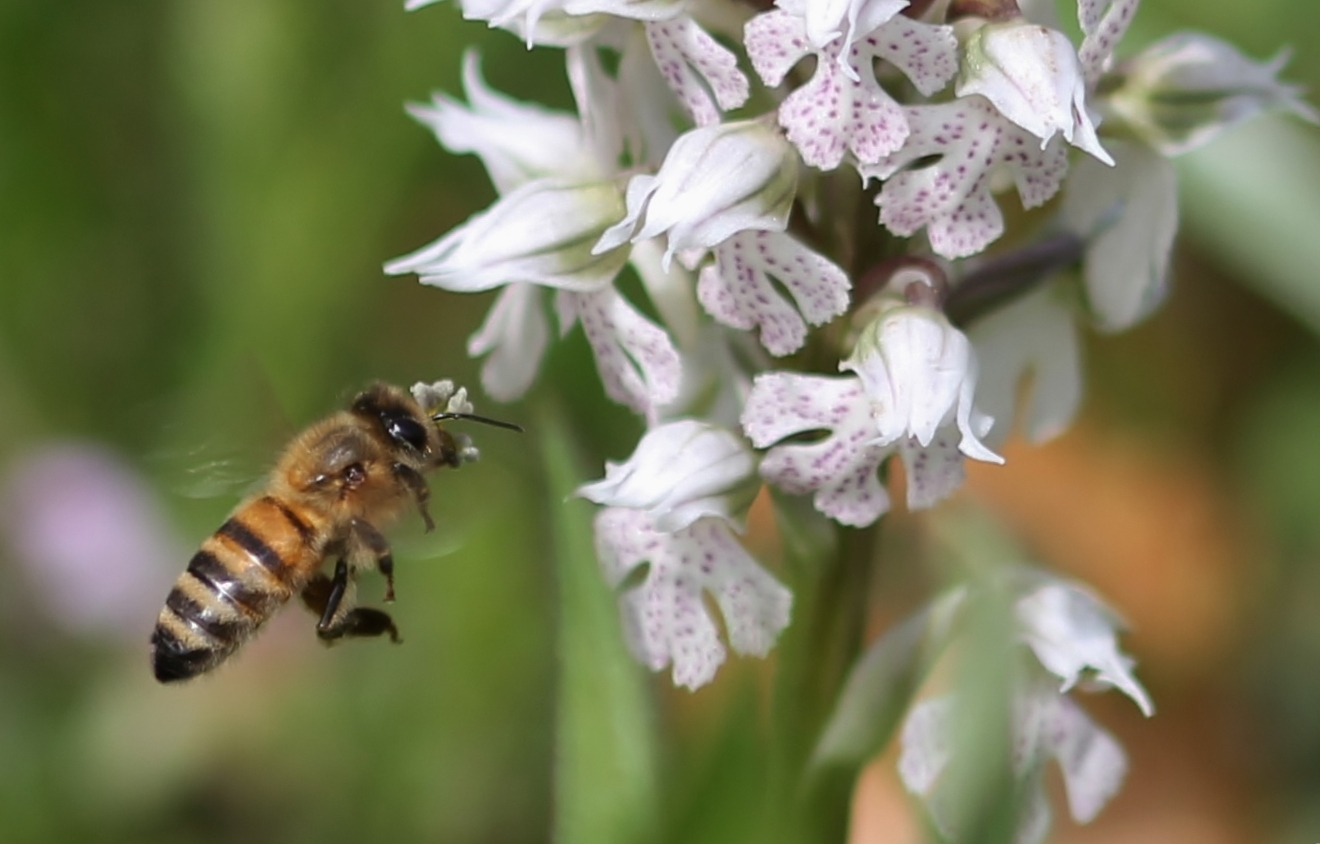
Pollinisation d'un orchis lacté par Apis mellifica.